# 宋由
宋由（？—92年9月12日），表字叔路，长安（今陕西省西安市）人，东汉政治人物。

## 生平
官至大司农。漢章帝元和三年（86年）四月，太尉郑弘免職後去世，宋由被任命为太尉。
汉和帝永元四年（92年），外戚窦宪被诛灭，宋由因为依附窦宪被免官，强令他回归本郡，七月廿三，宋由自杀。八月十七大司农尹睦接替为太尉。

## 家族
叔伯宋弘，汉光武帝时大司空。
有子宋登、宋漢。